# داراب (مقاطعة دالاهو)
داراب (بالفارسية: داراب) هي قرية تقع في قسم بان‌زرده الريفي (مقاطعة دالاهو) في إيران. يقدر عدد سكانها بـ 764 نسمة بحسب إحصاء 2016.